# Пустовойт Іван Данилович
Іван Данилович Пустовойт (6 січня 1939, село Малий Митник, тепер Хмільницького району Вінницької області) — український радянський діяч, бригадир тракторної бригади колгоспу імені Мічуріна Хмільницького району Вінницької області. Депутат Верховної Ради УРСР 9—10-го скликань.

## Біографія
Освіта середня.
З 1957 року — тракторист, з 1966 року — бригадир тракторної бригади колгоспу імені Мічуріна Хмільницького району Вінницької області.
Потім — на пенсії в селі Малий Митник Хмільницького району Вінницької області.

## Нагороди
- ордени
- медалі